# Grandifoxus aciculatus
Grandifoxus aciculatus är en kräftdjursart som beskrevs av Coyle 1982. Grandifoxus aciculatus ingår i släktet Grandifoxus och familjen Phoxocephalidae. Inga underarter finns listade i Catalogue of Life.